# Parque de Exposições Tancredo de Almeida Neves
O Parque de Exposições Tancredo de Almeida Neves, também conhecido por Parque de Exposições Tancredo Neves, é um grande parque, localizado na cidade de Chapecó, no estado de Santa Catarina.
Em 2014 realizou 42 eventos, com público de 208.300 visitantes. É considerado um dos maiores parques de eventos da Região Sul do Brasil e é utilizado para a realização de eventos de grande porte, como a EFAPI, promovida a cada dois anos pela administração municipal, e que chega a receber mais de 500 mil pessoas a cada edição.
A área total do parque é de 210 mil metros quadrados, sendo 14.595 de área coberta e outros 13.117 de espaço externo. Ao todo são 16 pavilhões, 40 edificações e área externa coberta.

## Estrutura dos pavilhões
- Pavilhão I - Colombo Machado Salle – três mil metros quadrados, com pé direito entre dois metros até 13,90 metros, e dois metros até 21,00 metros
- Pavilhão II – Prefeito Dilso Cecchin - 1.900 metros quadrados, com pé direito entre dois metros até 14 metros
- Pavilhão III – Senador Vilson Pedro Kleinubing - 1.900 metros quadrados, com pé direito entre dois metros até 14 metros
- Pavilhão IV - Dorval Cansian (área administrativa, sala de apoio, varanda, camarote e lanchonete) – 4.052 metros quadrados, com pé direito entre 6,20 metros até 9,20 metros
- Pavilhão da Gastronomia (praça de alimentação) - 1.223 metros quadrados de área e pé direito de 3,70 metros
- Pavilhão de Bovinos I – 2.416,80 metros quadrados e pé direito de 4,65 metros
- Pavilhão de Bovinos II – 2.224,32 metros quadrados e pé direito de 5,9 metros
- Pavilhão de Equinos - 1.615 metros quadrados de área e pé direito de 4,6 metro
- Pavilhão de Suínos e Ovinos – 509 metros quadrados e pé direito de 4,15 metros
- Concha acústica – 25,30 metros frontais e 17 metros de profundidade